# Rząd Adolfa von Auersperga
Rząd Adolfa von Auersperga – rząd austriacki, rządzący Cesarstwem Austriackim od 25 listopada 1871 do 15 lutego 1879.

## Skład rządu
- premier – Adolf Carl Daniel von Auersperg
- rolnictwo – Johann von Chlumecký, Hieronymus Colloredo
- handel – Anton von Banhans, Johann von Chlumecký
- wyznania i oświata – Karl von Stremayr
- finanse – Ludwig von Holzgethan, Sisino de Pretis
- sprawy wewnętrzne – Josef Lasser von Zollheim, Adolf Carl Daniel von Auersperg
- sprawiedliwość – Julius Glaser
- obrona krajowa – Julius von Horst
- minister bez teki (do spraw Galicji) – Kazimierz Grocholski (p.o., do 22 listopada 1871), Joseph Unger (p.o., do 21 kwietnia 1873), Florian Ziemiałkowski